# Temporada 1978-1979 del Club Joventut Badalona
La temporada 1978-1979 va ser la 40a temporada en actiu del Club Joventut Badalona des que va començar a competir de manera oficial. La Penya va disputar la seva 23a temporada consecutiva a la màxima categoria del bàsquet espanyol, acabant la fase regular en la tercera posició, no podent igualar el títol de lliga assolit la temporada anterior. L'equip també va acabar com a cinquè classificat a la Copa d'Europa, i va arribar fins a la ronda de quarts de final de la Copa del Rei.

## Resultats
Copa d'Europa
El Joventut va ser cinquè en aquesta edició de la Copa d'Europa, en ser aquesta la seva posició a la lligueta de semifinals. Va arribar a disputar aquesta lligueta després de quedar líder del seu grup a la lligueta de quarts de final.
Lliga espanyola
A la lliga espanyola finalitza en la tercera posició de 12 equips participants. En 22 partits disputats va obtenir un bagatge de 16 victòries, 2 empats i 4 derrotes, amb 2.237 punts a favor i 1.974 en contra (+263).
Copa del Rei
En aquesta edició de la Copa del Rei el Joventut va quedar eliminat a quarts de final en perdre l'eliminatòria amb el Reial Madrid CF.

## Plantilla
La plantilla del Joventut aquesta temporada va ser la següent:
| Club Joventut Badalona: plantilla 1978-79 |
| Jugadors                                  |
| Lluís Miguel Santillana                   |
| Josep Maria Margall                       |
| Joan Filbà                                |
| Juan Ramon Fernández                      |
| Ernest Delgado                            |
| Jordi Ribas                               |
| Josep Maria Ferrer                        |
| Javier Abadia                             |
| Zoran Slavnić                             |
| Robert Miller                             |
| Manel Bosch                               |
| Entrenador                                |
| Antoni Serra                              |